# Blíževedly
Blíževedly (deutsch Bleiswedel) ist eine Gemeinde des Okres Česká Lípa in der Region Liberec an der Grenze zwischen dem Böhmischen Mittelgebirge und der Daubaer Schweiz im Norden der Tschechischen Republik. Sie liegt seitlich der Straße von Litoměřice (Leitmeritz) nach Zahrádky u České Lípy (Neugarten) (15), etwa 3 km südlich der Ortschaft Kravaře v Čechách (Graber) sowie an der Bahnstrecke von Česká Lípa (Böhmisch Leipa) nach Lovosice (Lobositz).

## Geschichte
Der Ort wurde 1290 gegründet und 1292 durch König Wenzel II. zum Marktflecken erhoben. Er war ab (etwa) 1384 und nach längerer Pause erst wieder 1754 Pfarrort. 1713 wurde er von einer Pestepidemie verheert, und am 8. September 1784 verbrannten bei einer schweren Feuersbrunst 77 Häuser.

## Gemeindegliederung
Die Gemeinde Blíževedly besteht aus den Ortsteilen:
- Blíževedly (Bleiswedel) mit Stranné (Stran)
- Litice (Litnitz) mit Ráj (Rain)
- Skalka (Skalken)
- Hvězda (Sterndorf) mit Vlhošť (Wilschhäuser)

Das Gemeindegebiet gliedert sich in die Katastralbezirke Blíževedly, Hvězda pod Vlhoštěm, Litice und Skalka u Blíževedel.

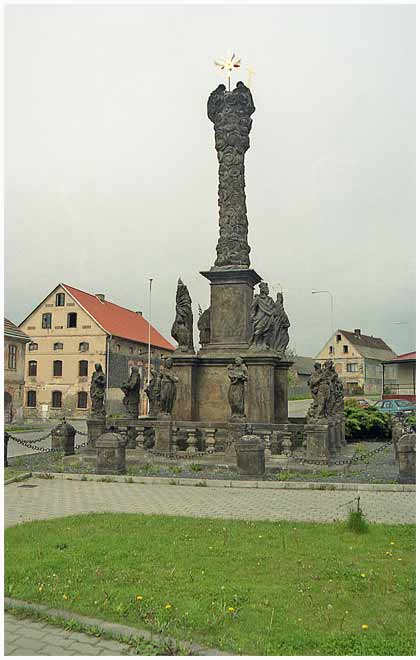
Blíževedly / Barocke Dreifaltigkeitssäule in Blíževedly

## Sehenswürdigkeiten
Auf dem Stadtplatz befindet sich eine barocke Dreifaltigkeitssäule (Pestsäule) des Leitmeritzer Bildhauers Franz Tollinger, die 1714 zum Dank für die 1713 überstandene Pestepidemie errichtet wurde. Ebenso ist die dem hl. Wenzel geweihte barocke Pfarrkirche erhalten geblieben. Östlich von Blíževedly befindet sich der 614 m hohe Vlhošť (Willhoscht), die höchste Erhebung der Daubaer Schweiz, im Norden der 553 m hohe Ronov (Ronberg) mit der Ruine der Ronburg. Am südwestlichen Ortsrand liegen die Reste der Felsenburg Hřídelík.

## Persönlichkeiten
- Josef Köcher (1907–1997), Politiker (SPD)